# Diapir
Diapir – struktura geologiczna, powstała w wyniku migracji skał ku powierzchni Ziemi, gdy starsze skały o mniejszej gęstości przebijają skały młodsze (najczęściej osadowe) o gęstości większej (migracja skały ku powierzchni wywołana jest głównie różnicą gęstości skał). Struktury diapirowe mają najczęściej postać kominów, grzybów, ścian itp. Przykładem struktury diapirowej jest diapir solny Mogilna. Diapiry mogą również powstać w wyniku wdzierania się gorącej, a przez to plastycznej i lżejszej od skał otoczenia magmy w wyżej zalegające warstwy skalne.